# 李兆麟将军墓

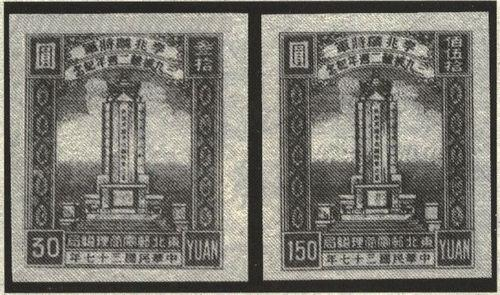
以李兆麟將軍墓為題的郵票

李兆麟将军墓，是黑龍江省文物保護單位之一，位於黑龍江省哈爾濱市道裏區。李兆麟是一名中國共產黨黨員，在抗日戰爭期間為多個抗日組織擔任高層職位，抗戰後先後出任滨江省副省长、哈尔滨中苏友好协会会长；他其後被國民政府軍事委員會調查統計局派出的特务殺害，葬於哈爾濱道里公園（現名兆麟公園）北側。其墓坐北朝南，由墓基、墓穴、墓塔等結構組成，在1993年和2005年兩度進行維修，但於2011年被發現破損。李兆麟将军墓在1995年成為哈爾濱市文物保護單位之一，並在2005年1月31日列入第五批黑龍江省文物保護單位。

## 歷史
李兆麟生於1910年，是一名中国共产党党員，在中國抗日戰爭期間曾經為中共满洲省委军事委员会、珠河反日游击队、東北反日遊擊隊哈东支队、东北抗日联军第三路军、苏联远东方面独立第88步兵旅等組織擔任高層職位；抗日戰爭完結後，他出任滨江省副省长，其後又成為哈尔滨中苏友好协会会长。
1946年3月9日，李兆麟在哈尔滨遭到國民政府軍事委員會調查統計局特务杀害；他在同月24日葬於哈尔滨道里公园北侧，當時举行了公祭和安葬仪式，数十万人出席，公园為他建立了墳墓和墓塔。哈尔滨在1946年4月28日被中国共产党接收，道里公园此後為他建立墓碑，由福兴公司承建。當年8月15日，民眾在道里公园紀念日本投降一周年，為李兆麟将军墓塔举行揭幕儀式，又新建墓碑，並把道里公园易名为兆麟公园。
1963年6月18日，中華人民共和國國務院總理周恩来與朝鲜民族保卫相（現人民武裝力量部部长）崔庸健向李兆麟将军墓献上花圈。
1993年，哈尔滨市民政部门撥款為李兆麟将军墓進行維修工程，並採購黑色大理石、选派石刻從業者，把墓碑上的碑文重新放大雕刻；1997年7月30日，李兆麟将军墓旁邊的李兆麟塑像落成。2005年正值抗日戰爭胜利60周年，李兆麟将军墓進行了維修，維修人員在碑体表面重新贴上汉白玉，把碑文更换为黑色大理石，並以花岗岩铺设基座。

## 結構

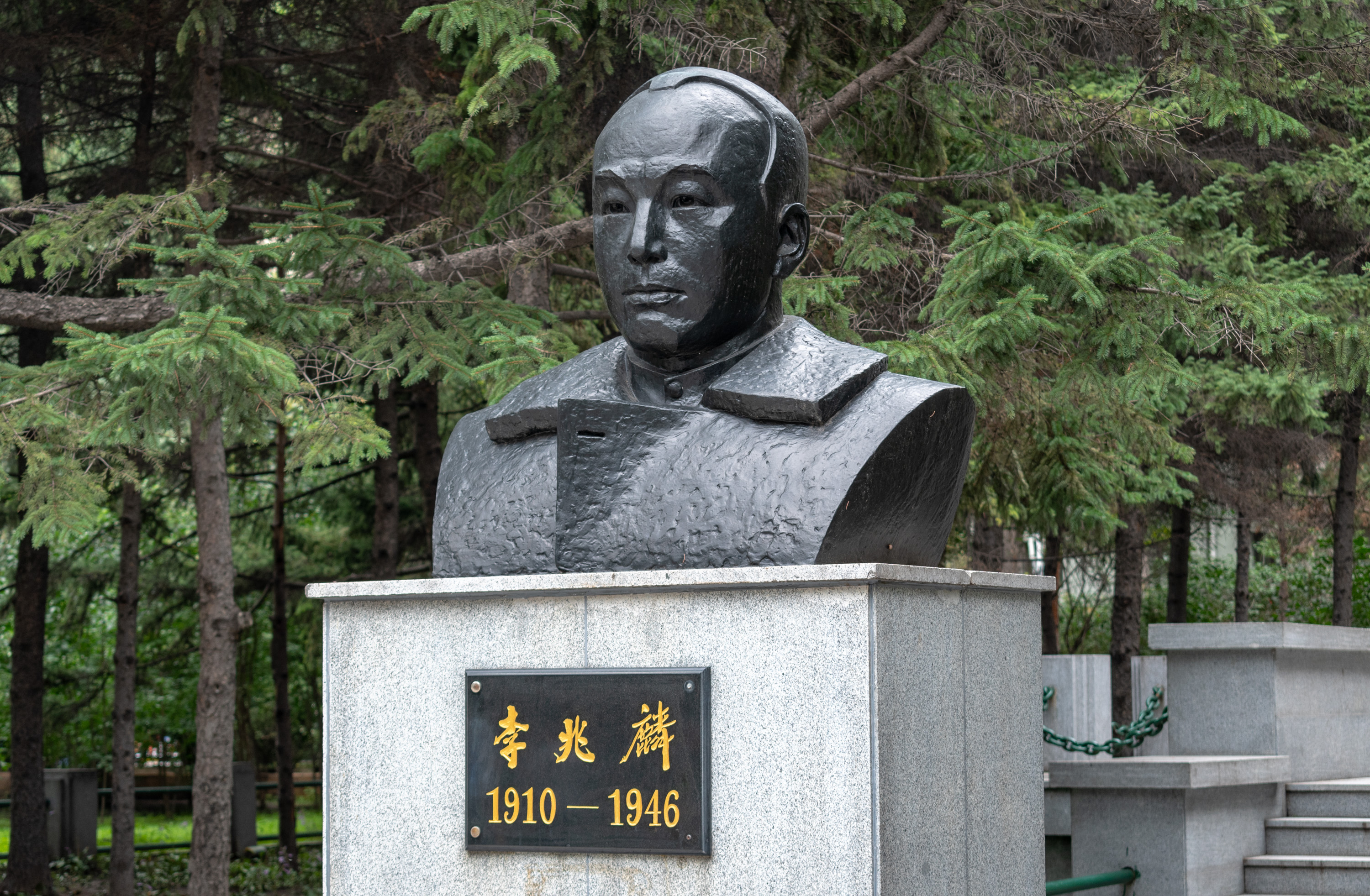
李兆麟半身像

李兆麟将军墓坐北朝南，由墓基、墓穴、墓塔等結構組成。不同文獻對墓的面積提出了不同說法：期刊《世纪桥》刊出的文章〈略论对李兆麟将军纪念地的保护〉指李兆麟将军墓佔地800平方米，《哈尔滨市志》提出310平方米的數字；中国共产党新闻网則提出，墓碑的佔地面积為6,000平方米、建筑面积為400平方米。
李兆麟墓的墓基呈正方形，以砖石水泥砌成，墓基中间是李兆麟的墓穴。墓基正面的石材刻上了「李兆麟，1910－1946」，後方的石材則刻有「纪念抗日战争胜利60周年，修缮将军墓，中共哈尔滨市委员会、哈尔滨市人民政府，2005年9月3日」。通高9米的墓塔位於墓基前方，顶端是帶有脊翘檐的塔冠，塔座与塔身均是砖砌水刷石面；墓塔正中位置镶嵌了8块黑色大理石板（墓碑），碑上阴刻了「民族英雄李兆麟将军之墓」的楷书字樣。塔座正面镶有的刷金石板刻有隶书字體的墓志铭，由冯仲云题寫，講述李兆麟的出身、早年生平、事跡、遭害經過。墓志铭全文如下：
|  | 李兆麟将军又名张寿笺原籍辽阳县小荣官屯幼丧父为佣农而少负大志工余辄孜孜攻读后得亲友助入北平中国大学一九三○年加入中国共产主义青年团翌年转为中共党员为中国人民解放事业忠贞不贰九一八变起奉命返里组织义勇军从事抗日救亡运动后任东北抗日联军第三路军总指挥驰骋于北满原野孤军奋战艰苦备尝十四年如一日适苏联对日宣战乃配合苏军解放桑梓于风雨飘摇中毅然任松江省副省长维持社会秩序造福人民形势稍定乃专任中苏友好协会会长致力邦交敦睦奔走国内民主和平功在国家妇孺皆感不幸于民国三十五年三月九日下午四时惨遭反动派杀害将军生于一九一○年时年三十有七将军殁后举市同悲众议葬于道里公园并易名兆麟以示永念谨书数语以志 |

墓前設有李兆麟的半身灰色雕像。墓的四周有正方形石栏包圍。

## 保護
李兆麟将军墓在1995年成為哈尔滨市文物保护单位之一，並在2005年1月31日列入第五批黑龍江省文物保護單位。正方形石栏以内的範圍被劃为重点保护区，石栏外5米以内的範圍則是一般保护区。
2011年8月，有民眾發現李兆麟将军墓出現破损，碑上其中一塊大理石脱落，令碑面的「民族英雄李兆麟将军之墓」字樣丟失了「民」字，此事在网上引起爭议；公园管理人員表示，這是由於园方發現石块松动，為免伤及民眾而取下，將會在一星期內修復。一星期後，有记者到訪李兆麟墓，发现墓碑的破损尚未修复，而且墓志銘上方的石板出現碎石，遊人擔心被掉落的碎石砸伤；公园管理人员表示，李兆麟墓的修葺工作应交由民政部门负责。

## 文化影響
1947年末，东北邮电管理总局邮政人員俞竞研究翌年的邮票发行计划，提出發行李兆麟遇害兩周年紀念邮票，得到局长的批准；徐昱林負責筹备这款邮票，他選擇以李兆麟将军墓作邮票上的图案，先拍下墓碑，再根据照片设计。东北邮电管理总局由此發行了以李兆麟墓為題、一套四枚的邮票。